# Lista dos campeões estaduais de futebol do Brasil em 2020
A lista a seguir traz dados acerca dos campeonatos estaduais de futebol realizados no Brasil em 2020-2021.
Significados das colunas:
- Estado: nome do estado, listados em ordem alfabética.
- Copa do Brasil 2021: times classificados para a Copa do Brasil em sua edição de 2021 pelo Campeonato Estadual. [Ordem de posição final]
- Série D 2021: times classificados para o Campeonato Brasileiro de Futebol - Série D em sua edição de 2021.
- Final: placares dos jogos finais ou, em caso de não ter havido final, a vantagem do campeão ao final do campeonato.
- Rebaixados: times rebaixados para a divisão inferior (Segunda Divisão, Série B, Módulo II) de 2021.

## Estaduais
| Estado | Campeão/Artilheiro | Vice-campeão           | Copa do Brasil 2021                                     | Série D 2021                                      | Final                                                                   | Rebaixados                   |
| ------ | --- | ---------------------- | ------------------------------------------------------- | ------------------------------------------------- | ----------------------------------------------------------------------- | ---------------------------- |
| AC     | Galvez (1° título) Ciel (Atlético Acreano) 10 gols | Atlético Acreano       | Atlético Acreano Galvez                                 | Atlético Acreano Galvez                           | Galvez venceu os 2 turnos                                               | Independência                |
| AL     | CRB (31° título) Rodrigo Pimpão (CSA) 5 gols | CSA                    | CSA CRB Murici                                          | Murici                                            | CSA 0 x 1 CRB                                                           |                              |
| AM     | Penarol (3° título) Emerson Bacas (Fast Clube) / Geraldo (Iranduba) / Philip e Rafael Ibiapino (Manaus) / Lucas Espiga (Penarol) 2 gols                                    | Manaus                 | Manaus Penarol                                          | Fast Clube Penarol                                | Manaus 1 (5) x (6) 1 Penarol                                            |                              |
| AP     | Ypiranga-AP (10° título) Luan (Ypiranga-AP) 6 gols | Santana                | Ypiranga-AP                                             | Santana Ypiranga-AP                               | Santana 1 x 2 Ypiranga-AP 2 x 0 Santana                                 |                              |
| BA     | Bahia (49° título - 3º consec.) Marcelo Nicácio (Fluminense de Feira) 8 gols                                                                                               | Atlético de Alagoinhas | Atlético de Alagoinhas Bahia Juazeirense                | Atlético de Alagoinhas Bahia de Feira Juazeirense | Atlético de Alagoinhas 0 x 0 Bahia 1 (7) x (6) 1 Atlético de Alagoinhas | Jacobina                     |
| CE     | Fortaleza (43° título - 2º consec.) Wandson (Atlético Cearense) 8 gols | Ceará                  | Fortaleza Guarany de Sobral                             | Atlético Cearense Caucaia Guarany de Sobral       | Ceará 1 x 2 Fortaleza 1 x 0 Ceará                                       | Floresta Horizonte           |
| DF     | Gama (13° título - 2º consec.) Nunes (Gama) 13 gols | Brasiliense            | Brasiliense Gama                                        | Brasiliense Gama                                  | Brasiliense 3 x 1 Gama 2 (4) x (3) 0 Brasiliense                        | Ceilandense Paranoá          |
| ES     | Rio Branco VN (1° título) Rafael Castro (Rio Branco VN) 8 gols | Rio Branco-ES          | Rio Branco-ES Rio Branco VN                             | Rio Branco-ES Rio Branco VN                       | Rio Branco-ES 0 x 0 Rio Branco VN 1 x 0 Rio Branco-ES                   | Atlético Itapemirim Linhares |
| GO     | Atlético Goianiense (15° título - 2º consec.) Alex Henrique (Aparecidense) 8 gols                                                                                          | Goianésia              | Atlético Goianiense Goianésia Jaraguá                   | Aparecidense Goianésia Jaraguá                    | Atlético Goianiense 1 (5) x (3) 1 Goianésia                             | Anapolina Goiânia            |
| MA     | Sampaio Corrêa (34° título) Índio Potiguar (Juventude Samas) / Ancelmo (Moto Club) 5 gols                                                                                  | Moto Club              | Juventude Samas Moto Club Sampaio Corrêa                | Juventude Samas Moto Club                         | Sampaio Corrêa 0 x 0 Moto Club 0 x 2 Sampaio Corrêa                     | Cordino Maranhão             |
| MT     | Nova Mutum (1° título) Maxwell (Cuiabá) 9 gols | União Rondonópolis     | Luverdense Nova Mutum União Rondonópolis                | Nova Mutum União Rondonópolis                     | Nova Mutum 1 x 0 União Rondonópolis 0 x 1 Nova Mutum                    | AA Araguaia Mixto            |
| MS     | Águia Negra (4° título - 2º consec.) Kanu (SERC) 7 gols | Aquidauanense          | Águia Negra                                             | Águia Negra Aquidauanense                         | Águia Negra 0 x 0 Aquidauanense 0 x 1 Águia Negra                       | CENA Pontaporanense          |
| MG     | Atlético Mineiro (45° título) Rubens (Tombense) 7 gols | Tombense               | América Mineiro Caldense Tombense Uberlândia            | Caldense Patrocinense Uberlândia                  | Atlético Mineiro 2 x 1 Tombense 0 x 1 Atlético Mineiro                  | Tupynambás Villa Nova        |
| PA     | Paysandu (48° título) Nicolas (Paysandu) 10 gols | Remo                   | Castanhal Paysandu Remo                                 | Castanhal Paragominas                             | Paysandu 2 x 1 Remo 0 x 1 Paysandu                                      |                              |
| PB     | Treze (16° título) Rafael Ibiapino (Campinense) 9 gols | Campinense             | Campinense Treze                                        | Campinense Sousa                                  | Campinense 0 x 2 Treze 0 x 1 Campinense                                 | CSP Sport-PB                 |
| PR     | Athletico Paranaense (25° título - 3º consec.) Bissoli, Nikão e Pedrinho (Athletico Paranaense) / Lucas Tocantins (FC Cascavel) 6 gols                                     | Coritiba               | Athletico Paranaense Cianorte Coritiba FC Cascavel      | Cianorte FC Cascavel Rio Branco-PR                | Athletico Paranaense 1 x 0 Coritiba 1 x 2 Athletico Paranaense          | PSTC União                   |
| PE     | Salgueiro (1° título) Pipico (Santa Cruz) 6 gols | Santa Cruz             | Retrô Salgueiro Santa Cruz                              | Retrô Salgueiro                                   | Salgueiro 1 x 1 Santa Cruz 0 (3) x (4) 0 Salgueiro                      | Decisão Sertânia Petrolina   |
| PI     | 4 de Julho (4° título) Ted Love (4 de Julho) 10 gols | Picos                  | 4 de Julho Picos                                        | 4 de Julho Picos                                  | 4 de Julho 2 x 0 Picos 3 (2) x (4) 1 4 de Julho                         | Piauí Timon-MA               |
| RJ     | Flamengo (36° título - 2º consec.) Gabriel (Flamengo) / João Carlos (Volta Redonda) 8 gols                                                                                 | Fluminense             | Boavista-RJ Botafogo Fluminense Madureira Volta Redonda | Bangu Boavista-RJ Madureira                       | Fluminense 1 x 2 Flamengo 1 x 0 Fluminense                              | Nova Iguaçu                  |
| RN     | ABC (56° título) Jailson (ABC) / Tiago Orobó (América de Natal) 10 gols | América de Natal       | ABC América de Natal                                    | ABC América de Natal                              | ABC venceu os 2 turnos                                                  | Palmeira                     |
| RS     | Grêmio (39° título - 3º consec.) Diego Souza (Grêmio) 9 gols | Caxias                 | Caxias Esportivo Grêmio                                 | Aimoré Caxias Esportivo                           | Caxias 0 x 2 Grêmio 1 x 2 Caxias                                        |                              |
| RO     | Porto Velho (1° título) Ariel (Vilhenense/Porto Velho) 5 gols | Real Ariquemes         | Porto Velho                                             | Porto Velho Real Ariquemes                        | Porto Velho 2 x 1 Real Ariquemes 0 x 1 Porto Velho                      |                              |
| RR     | São Raimundo-RR (11° título - 5º consec.) Romário (Atlético Roraima) / Fred, Jussan e Robemar (GAS) / Igor Fellipe, Marcos Felipe, Stanley e Ygor (São Raimundo-RR) 3 gols | GAS                    | São Raimundo-RR                                         | GAS São Raimundo-RR                               | São Raimundo-RR venceu os 2 turnos                                      |                              |
| SC     | Chapecoense (7° título) Edu (Brusque) 8 gols | Brusque                | Brusque Criciúma                                        | Joinville Juventus de Jaraguá Marcílio Dias       | Chapecoense 2 x 0 Brusque 0 x 1 Chapecoense                             | Tubarão                      |
| SP     | Palmeiras (23° título) Ytalo (Red Bull Bragantino) 7 gols | Corinthians            | Corinthians Mirassol Ponte Preta Red Bull Bragantino    | Ferroviária Inter de Limeira Santo André          | Corinthians 0 x 0 Palmeiras 1 (4) x (3) 1 Corinthians                   | Água Santa Oeste             |
| SE     | Confiança (21° título) Luan Silva (Freipaulistano) 6 gols | Sergipe                | Confiança Sergipe                                       | Itabaiana Sergipe                                 | Quadrangular final                                                      |                              |
| TO     | Palmas (8° título - 3º consec.) Afonso (Interporto) / Thiago Accioli (Palmas) 5 gols                                                                                       | Tocantinópolis         | Palmas                                                  | Palmas Tocantinópolis                             | Tocantinópolis 3 x 3 Palmas 1 x 0 Tocantinópolis                        | Atlético Cerrado Sparta      |

## Turnos Estaduais
| Campeonato                    | Primeiro Turno                     | Segundo Turno                       |
| ----------------------------- | ---------------------------------- | ----------------------------------- |
| Campeonato Acriano            | Primeiro Turno / Galvez            | Segundo Turno / Galvez              |
| Campeonato Carioca            | Taça Guanabara / Flamengo          | Taça Rio / Fluminense               |
| Campeonato Carioca - Série A2 | Taça Santos Dumont / Nova Iguaçu   | Taça Corcovado / Maricá             |
| Campeonato Carioca - Série B1 | Taça Maracanã / Carapebus          | Taça Waldir Amaral / Pérolas Negras |
| Campeonato Gaúcho             | Taça Coronel Evaldo Poeta / Caxias | Taça Francisco Novelletto / Grêmio  |
| Campeonato Potiguar           | Taça Cidade de Natal / ABC         | Taça Rio Grande do Norte / ABC      |
| Campeonato Roraimense         | Primeiro Turno / São Raimundo-RR   | Segundo Turno / São Raimundo-RR     |

## Torneios Extra
| Estado          | Competição                      | Campeão                         | Vice-Campeão | Outros participantes                                          |
| --------------- | ------------------------------- | ------------------------------- | ------------ | ------------------------------------------------------------- |
| CE - (Detalhes) | Taça Padre Cícero               | Guarany de Sobral (3º título)   | Caucaia      | —                                                             |
| MG - (Detalhes) | Campeonato Mineiro do Interior  | Tombense (2º título)            | Caldense     | —                                                             |
| MG - (Detalhes) | Taça Inconfidência              | Uberlândia (1º Título)          | Cruzeiro     | Boa Esporte Patrocinense                                      |
| RS - (Detalhes) | Campeonato do Interior Gaúcho   | Esportivo (7º título)           | —            | —                                                             |
| SP - (Detalhes) | Campeonato Paulista do Interior | Red Bull Bragantino (1º título) | Guarani      | Botafogo-SP Inter de Limeira Ituano Novorizontino Ferroviária |

## Divisões de Acesso
| Estado | Divisão           | Campeão                          | Promovidos                                       | Rebaixados |
| ------ | ----------------- | -------------------------------- | ------------------------------------------------ | --- |
| AL     | Segunda Divisão   | Desportivo Aliança (1° título)   | Desportivo Aliança                               | |
| AM     | Série B           | Clipper (1° título)              | Clipper JC                                       | |
| BA     | Segunda Divisão   | UNIRB (1° título)                | UNIRB                                            | |
| CE     | Série B           | Icasa (3° título)                | Crato Icasa                                      | Campo Grande-CE Guarani de Juazeiro |
| CE     | Série C           | Maracanã-CE (1° título)          | Cariri Maracanã-CE                               | |
| DF     | Segunda Divisão   | Samambaia (2° título)            | Samambaia Santa Maria                            | |
| ES     | Série B           | Vilavelhense (2° título)         | Pinheiros-ES Vilavelhense                        | |
| GO     | Divisão de Acesso | Jataiense (2° título)            | Itumbiara Jataiense                              | Rio Verde |
| MA     | Série B           | IAPE (2° título)                 | Bacabal IAPE                                     | Expressinho ITZ Sport Timon Tupan |
| MT     | Segunda divisão   | Ação (1° título)                 | Ação Grêmio Sorriso                              | |
| MS     | Série B           | Dourados (1° título)             | Dourados Novoperário Três Lagoas União ABC       | |
| MG     | Módulo II         | Pouso Alegre (1° título)         | Athletic Pouso Alegre                            | CAP Uberlândia Mamoré |
| MG     | Segunda Divisão   | Aymorés (1° título)              | Aymorés União Luziense                           | |
| PA     | Segunda Divisão   | Tuna Luso (2° título)            | Gavião Kyikatejê Tuna Luso                       | |
| PR     | Segunda Divisão   | Azuriz (1° título)               | Azuriz Maringá                                   | Batel Rolândia |
| PR     | Terceira Divisão  | Iguaçu (1° título)               | Iguaçu Verê                                      | |
| PE     | Série A2          | Vera Cruz (4° título)            | Sete de Setembro Vera Cruz                       | 1° de Maio Cabense Timbaúba |
| PI     | Segunda Divisão   | Fluminense-PI (2° título)        | Fluminense-PI Tiradentes-PI                      | |
| RJ     | Série B1          | Nova Iguaçu (3° título)          | Nova Iguaçu Sampaio Corrêa-RJ                    | Série B1 Audax Rio Nova Cidade Olaria Rio São Paulo São Gonçalo EC Serra Macaense Serrano Série B2 Bonsucesso Campos                                                            |
| RJ     | Série B2          | Pérolas Negras (1° título)       | 7 de Abril Campo Grande Carapebus Pérolas Negras | Série B2 Araruama Barra Mansa Barra da Tijuca Casimiro de Abreu Ceres Mageense Queimados FC Tigres do Brasil Série C Barcelona-RJ Bela Vista Itaboraí Itaboraí Profute Mesquita |
| RN     | Segunda Divisão   | Palmeira (2° título)             | Palmeira                                         | |
| RS     | Divisão de Acesso | Cancelada                        | Cancelada                                        | Cancelada |
| RS     | Segunda Divisão   | Cancelada                        | Cancelada                                        | Cancelada |
| SC     | Série B           | Próspera (1° título)             | Hercílio Luz Metropolitano Próspera              | Navegantes |
| SC     | Série C           | Atlético Catarinense (1° título) | Atlético Catarinense Carlos Renaux Nação         | |
| SP     | Série A2          | São Caetano (3° título)          | São Bento São Caetano                            | Penapolense Votuporanguense |
| SP     | Série A3          | Velo Clube (1° título)           | EC São Bernardo Velo Clube                       | Grêmio Osasco Paulista |
| SP     | Segunda Divisão   | São José-SP (2° título)          | Bandeirante São José-SP                          | |
| SE     | Série A2          | Maruinense (2° título)           | Atlético Gloriense Maruinense                    | |
| TO     | Segunda Divisão   | Gurupi (1° título)               | Gurupi Tocantins de Miracema                     | |